# Высоцкий, Владислав Казимирович
Владислав Казимирович Высоцкий (пол. Władysław Wysocki; 1908—1943) — участник Великой Отечественной войны, заместитель командира 3-го батальона 1-го пехотного полка 1-й польской пехотной дивизии имени Тадеуша Костюшко в составе 33-й армии Западного фронта, Герой Советского Союза, капитан Войска Польского.

## Биография
Родился 24 апреля 1908 года в городе Бельск-Подляски Гродненской губернии Российской империи. Поляк. 
С 1931 года служил в Польской Армии. Участвовал в боевых действиях сентября 1939 года. Затем вернулся в Бельск-Подляски. Был интернирован РККА.
После нападения 1 сентября 1939 года фашистской Германии на Польшу и начала 2-й мировой войны не ушёл с польской армией в Иран, а остался в Советском Союзе, где под командованием генерала Зыгмунта Берлинга была сформирована из польских патриотов и вооружена советской боевой техникой 1-я польская пехотная дивизия имени Тадеуша Костюшко.
Во второй половине 1943 года 1-я польская дивизия выступила на фронт, где 12 октября 1943 года в составе 33-й армии (Западный фронт) получила боевое крещение в сражении под белорусским посёлком Ленино Горецкого района Могилёвской области. Эта дата впоследствии стала в бывшей Польской Народной Республике национальным праздником — Днём Войска Польского.
12 октября 1943 года командир 3-го батальона (1-й пехотный полк) капитан Владислав Высоцкий со своими бойцами успешно овладел мощным узлом сопротивления противника и захватил первую линию обороны гитлеровцев, вклинившись во вторую. Он был убит, когда лично повёл своих солдат в штыковую атаку.

## Награды
Указом Президиума Верховного Совета СССР от 11 ноября 1943 года за образцовое выполнение боевых заданий командования на фронте борьбы с немецкими захватчиками и проявленные при этом отвагу и геройство капитану Высоцкому Владиславу Казимировичу посмертно присвоено звание Героя Советского Союза.
Награждён орденом Ленина (посмертно).

## Память
Памятный бюст установлен в польском городе Бельск-Подляски.